# DePuy
DePuy — группа компаний, франшиза ортопедических и нейрохирургических компаний. Специализация — производство систем эндопротезирования суставов. В 1998 году была приобретена Johnson & Johnson и с тех пор входит в группу медицинских устройств компании. 
Основана в 1895 г. в США. Состав группы: DePuy Orthopaedics, DePuy Spine, DePuy Mitek, Codman.

## История компании
Компания DePuy была первым производителем ортопедических имплантов в США. Компанию основал в 1895 году в Ворсо, штат Индиана, Ревра ДеПью, бизнесмен, совершивший переворот в лечении переломов: он начал производство проволочных шин, которые заменили кустарные деревянные лубки, применявшиеся для иммобилизации конечностей при переломах. 
Сегодня DePuy работает в нескольких странах, в том числе Великобритании, Японии, Франции, Германии, Ирландии и Австралии. Во многих других странах DePuy работает как бренд в рамках медицинской организации Johnson & Johnson.
22 апреля 2008 года франшиза DePuy и Johnson & Johnson Medical ознаменовали официальное открытие Johnson & Johnson Medical (Suzhou), Ltd., создание производственных мощностей в Китае для DePuy и семейства компаний J&J.
В 2012 году компания Johnson & Johnson приобрела крупную швейцарскую компанию Synthes, образовав в своем портфеле ортопедический бизнес DePuy Synthes.

## Продукция
Производимая продукция применяется приэндопротезировании, артроскопии, а также для лечения спортивных травм:
- системы тотального эндопротезирования тазобедренного и коленного суставов;
- системы фиксации при патологии шеи, грудного, поясничного и сакрального отделов позвоночника;
- инструменты для артроскопической хирургии: рассасывающиеся винтовые и якорные фиксаторы (импланты);
- инструменты для нейрохирургии: высокоскоростная дрель, шунтирующая система HAKIM®, система мониторинга внутричерепного давления и показателей ЦНС

Компания DePuy International представляет продукцию и культуру DePuy на всех рынках за пределами американского континента. Штаб-квартира DePuy расположена в Великобритании, а сеть компаний охватывает Европу, Азию, Африку и Австралию. В своих исследованиях DePuy направляет ресурсы разработчиков, учитывая местные потребности различных стран — многие наиболее значительные нововведения в ортопедических и других разработках DePuy были продиктованы рынками Европы, Азии и Австралии. 